# Kanadas ridande polis

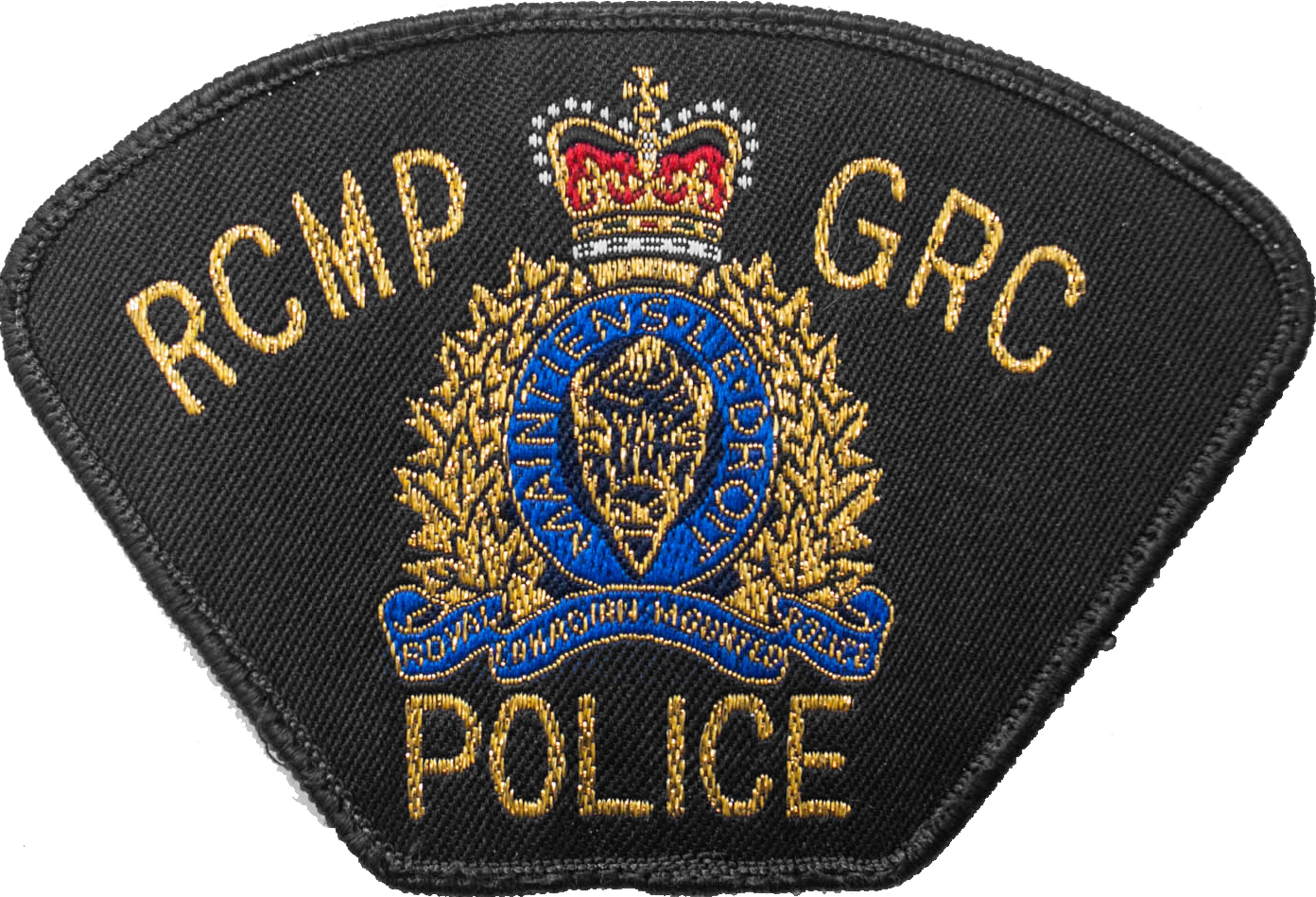
Ärmmärke för Kanadas kungliga ridande polis.

Heraldiskt vapen för Kanadas ridande polis.

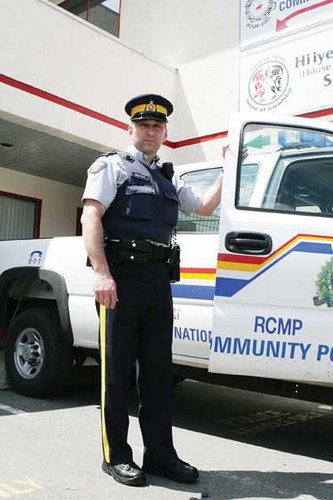
Polisman från RCMP/GRC i vardagsuniform.

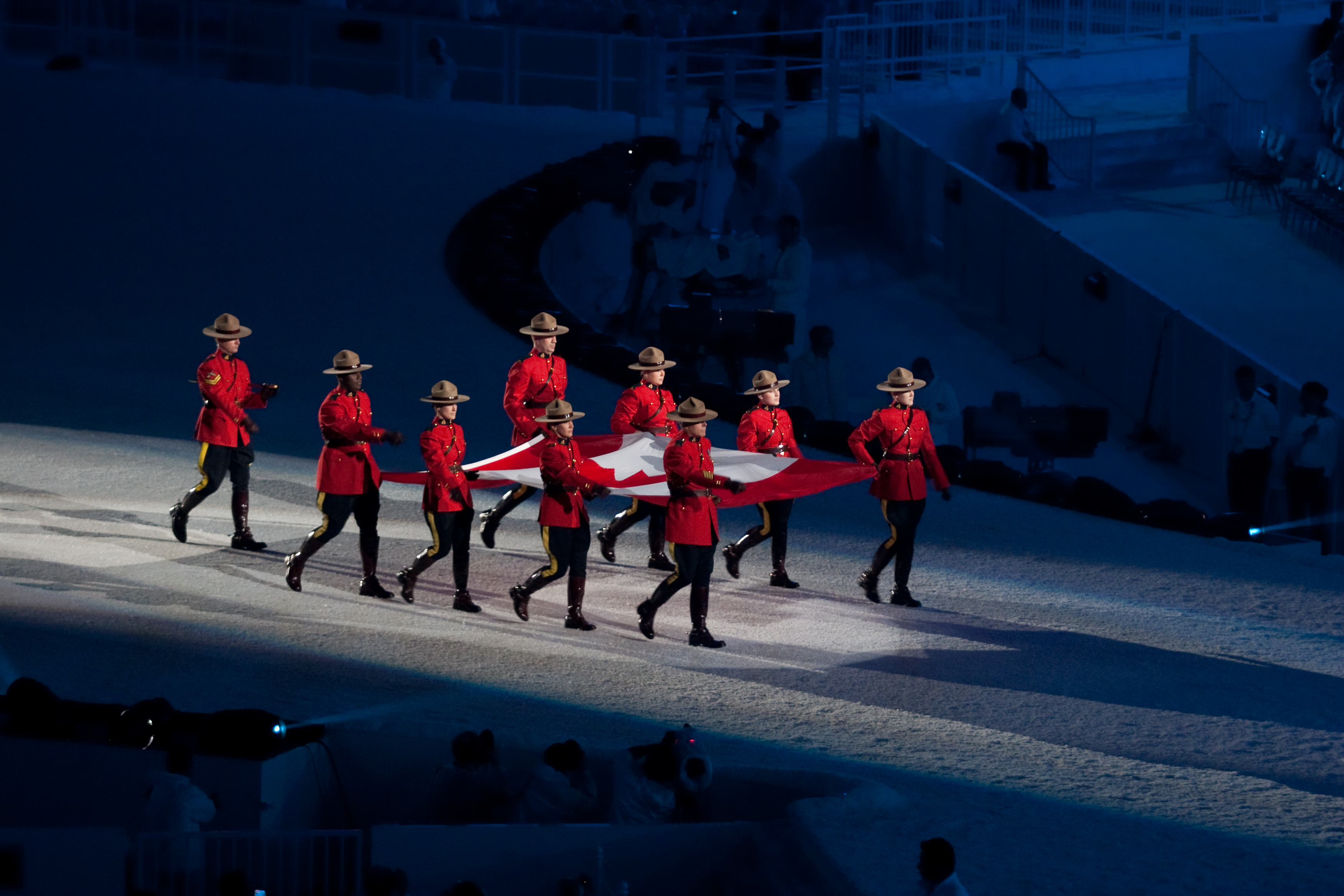
Poliser från RCMP/GRC i högtidlig röd uniform bär in värdlandet Kanadas flagga vid öppningsceremonin för Olympiska vinterspelen 2010 i BC Place i Vancouver.

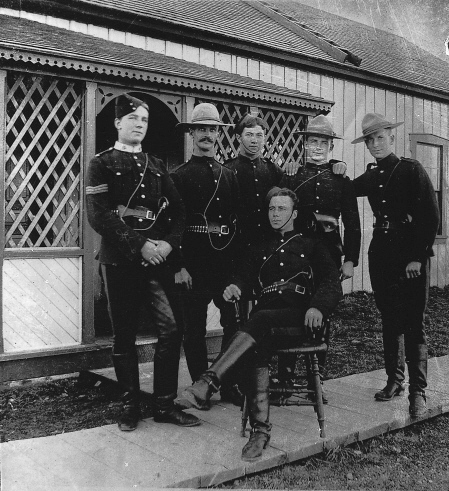
Poliser från Northwest Mounted Police år 1900.

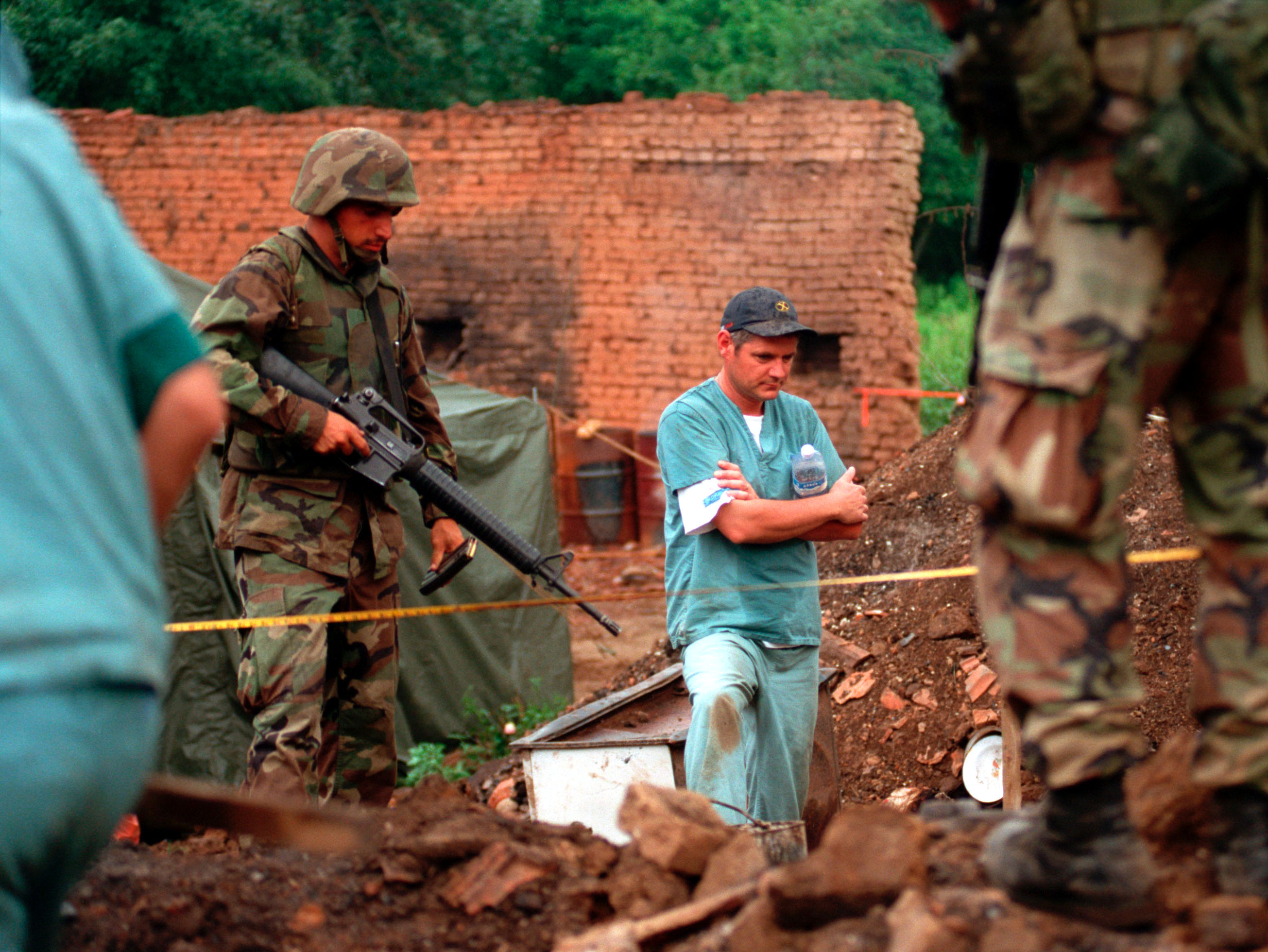
En kriminaltekniker från RCMP, med närskydd från US Marines, genomför en brottsplatsundersökning vid en massgrav i Kosovo 1999.

Kanadas Kungliga ridande polis (engelska: Royal Canadian Mounted Police) (RCMP), (franska: Gendarmerie royale du Canada) (GRC) är den uniformerade federala poliskåren i Kanada.

## Jurisdiktion
Kanadas brottmålslagstiftning är ett federalt ansvarsområde och appliceras enhetligt över hela landet. Upprätthållandet av lagen är däremot ett provinsiellt (delstatligt) ansvar även om de flesta provinser delegerat polisiära uppgifter till Kanadas ridande polis, en av de få polisiära styrkorna i världen med jurisdiktion på tre olika nivåer: kommunal, provinsiell och federal.

## Historia
Kanadas kungliga ridande polis grundades som Northwest Mounted Police 1873. Ridande polisens uppgift var då att upprätthålla Kanadas suveränitet i de nuvarande prärieprovinserna Alberta och Saskatchewan, som då var federala territorier huvudsakligen bebodda av indianer. Den kanadensiska regeringen var rädd för att amerikanska nybyggare skulle bryta loss detta område från Kanada. Amerikanska vapen- och spritsmugglare orsakade också problem genom sina härjningar bland de lokala indianerna.
Ridande polisens jurisdiktion utsträcktes till Yukon 1895 och till den arktiska kusten 1903. Den blev Royal Northwest Mounted Police 1904 och blev kontraktspolis i de nybildade provinserna Alberta och Saskatchewan. Jurisdiktionen utsträcktes till norra Manitoba 1918.
1920 omorganiserades den kanadensiska federala polisen och den ridande polisen absorberade den tidigare federala Dominion Police. Den fick då namnet Royal Canadian Mounted Police. 1932 absorberade den även tullverkets kustbevakning.

## Personal
RCMP-GRC har 25 000 anställda över hela landet. Personalen består av 17 000 poliser, 3 000 civilanställda och 5 000 statstjänstemän.

### Tjänstegrader
| Nr  | Grad | Engelskspråkig titel   | Franskspråkig titel        | Ref   |
| --- | ---- | ---------------------- | -------------------------- | ----- |
| 1.  |      | Commissioner           | Commissaire                | [ 2 ] |
| 2.  |      | Deputy Commissioner    | Sous-commissaire           | [ 2 ] |
| 3.  |      | Assistant Commissioner | Commissaire adjoint        | [ 2 ] |
| 4.  |      | Chief Superintendent   | Surintendant principal     | [ 2 ] |
| 5.  |      | Superintendent         | Surintendant               | [ 2 ] |
| 6.  |      | Inspector              | Inspecteur                 | [ 2 ] |
| 7.  |      | Corps Sergeant Major   | Sergent-major du corps     | [ 2 ] |
| 8.  |      | Sergeant Major         | Sergent-major              | [ 2 ] |
| 9.  |      | Staff Sergeant Major   | Sergent-major d'état major | [ 2 ] |
| 10. |      | Staff Sergeant         | Sergent d'état-major       | [ 2 ] |
| 11. |      | Sergeant               | Sergent                    | [ 2 ] |
| 12. |      | Corporal               | Caporal                    | [ 2 ] |
| 13. |      | Constable              | Gendarme                   | [ 2 ] |

## Populärkultur

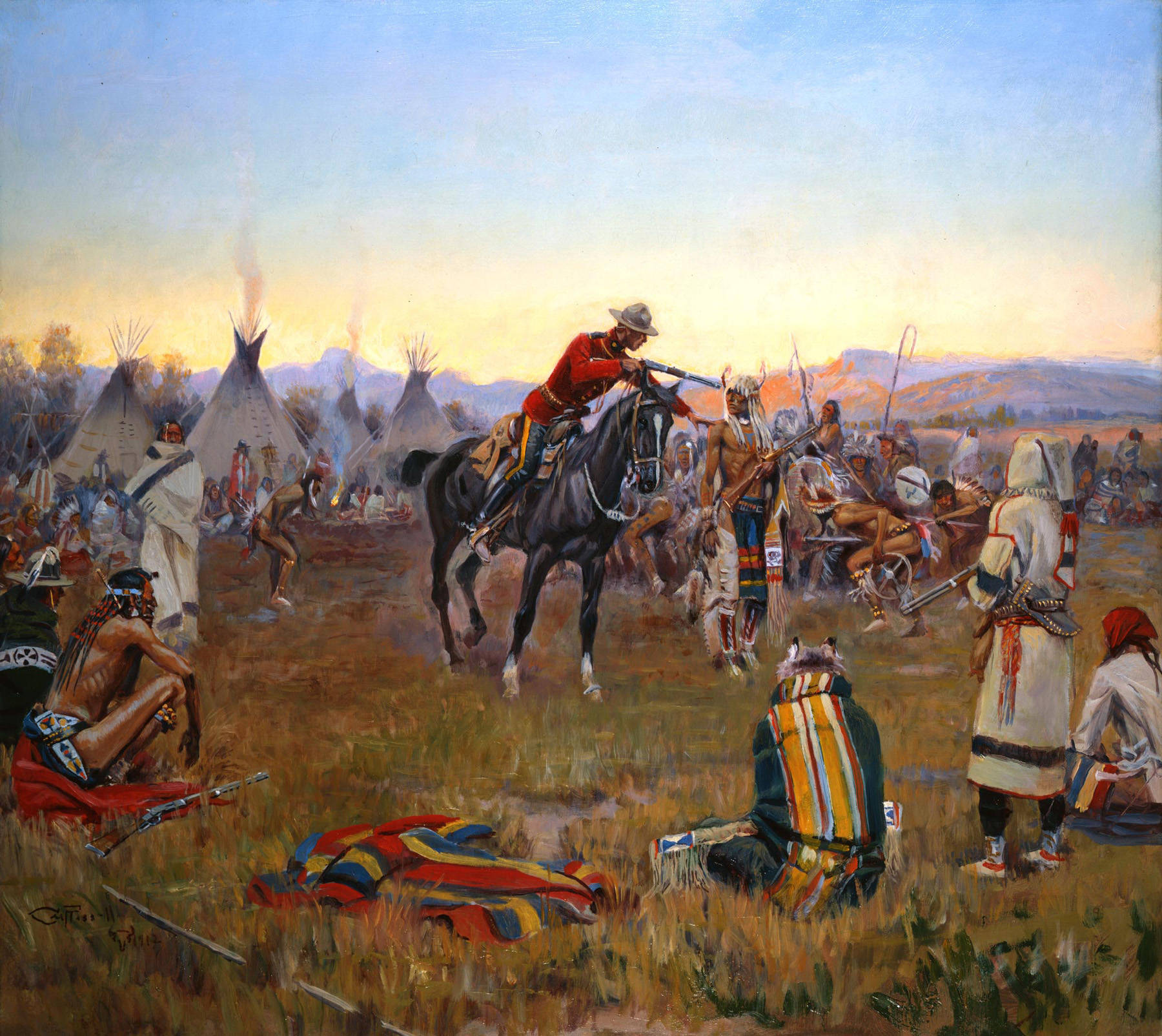
Denna målning av Charles Marion Russell illustrerar den starka historieromantiska och populärkulturella ställning Kanadas ridande polis hade redan 1912.

Den kanadensiska ridande polisen har i populärkultur haft ett visst romantiskt skimmer, som har manifesteras i romaner, filmer och tecknade serier, som till exempel King vid gränspolisen och Dick Daring.